# 돈 브래그
돈 브래그(Don Bragg, 1935년 5월 15일 ~ 2019년 2월 16일)는 전 미국의 장대높이뛰기 선수로 1960년 로마 올림픽 금메달리스트이다.
뉴저지주 펜스그로브에서 태어나 자라온 브래그는 펜스그로브 고등학교에서 수학하였다.
그는 알루미늄 장대를 사용하는 데 마지막으로 위대한 장대높이뛰기 선수였다. 1954년부터 1960년 올림픽 선발 시합에서 세계 기록 15 피트 9와 4분의 1 인치(4.80m)를 세우고 15 피트 5 인치(4.70m)를 세워 올림픽 금메달을 획득할 때까지 그는 세계 등급에 들고 화려한 경력에 넣어졌다.
1959년 필라델피아에서 세계 실내 기록 15 피트 9와 2분의 1 인치(4.81m)를 세웠다. 빌라노바 대학교에서 수학하는 동안에 1955년 NCAA 장대높이뛰기 타이틀을 우승하고 1955년부터 1957년까지 실내와 실외 양쪽에서 IC4A 우승 선수가 되었다. 졸업 후 1959년부터 1961년까지 AAU 실내 선수권을 우승하고 1959년에는 실외 챔피언이 되기도 하였다.
그는 후에 스톡튼 주립 칼리지의 육상 관리인이 되었고, 저서로 자신의 이야기를 담은 〈기회에 도전:돈 브래그 이야기〉가 있다.